# りゅう座ゼータ星
りゅう座ζ星（りゅうざゼータせい、ζ Dra、ζ Draconis）は、りゅう座の恒星で3等星。

## 概要
黄道北極は、赤緯18h、赤経+66.5°に位置している。これは、おおよそりゅう座δ星とりゅう座ζ星の中間に位置する。

## 名称
りゅう座η星とともに、アラビア語で「2匹のハイエナ」を意味する Al dhi'bahまたは Al dhi'bānという言葉に由来するAl Dhibainという名で呼ばれることがあった。また、ラテン語で「竜の尾の3番目の結び目」という意味の Nodus IIIという名でも呼ばれた。2017年9月5日、国際天文学連合の恒星の命名に関するワーキンググループ (Working Group on Star Names, WGSN) は、Aldhibah をりゅう座ζ星Aの固有名として正式に定めた。
中国では、りゅう座ζ星、りゅう座ι星、りゅう座η星、りゅう座θ星、りゅう座υ星、りゅう座73番星、ケフェウス座γ星とカシオペヤ座23番星で、紫微左垣というアステリズムを形成し、りゅう座ζ星は紫微左垣四と呼ばれる。